# Hackers no Planeta Terra
Hackers no Planeta Terra (no título original em inglês, Hackers on Planet Earth, ou mesmo a sigla HOPE), é uma conferência de hackers que acontece nos EUA a cada dois anos no Hotel Pennsylvania, com o objetivo de "Compartilhar informações políticas, econômicas e sociais envolvendo hacking".